# Cuorgnè
Cuorgnè là một đô thị ở tỉnh Torino trong vùng Piedmont, có vị trí cách khoảng 35 km về phía bắc của Torino, nước Ý. Tại thời điểm ngày 31 tháng 12 năm 2004, đô thị này có dân số 10.084 người và diện tích là 19,4 km².
Đô thị Cuorgnè có các frazioni (các đơn vị trực thuộc, chủ yếu là các làng) Campore, Ronchi San Bernardo, Ronchi Maddalena, và Salto.
Cuorgnè giáp các đô thị: Castellamonte, Pont-Canavese, Borgiallo, Chiesanuova, Alpette, San Colombano Belmonte, Canischio, Valperga, và Prascorsano.